# Театр Його Величності
Театр Його Величності (англ. His Majesty's Theatre) — театр, розташований на вулиці Хеймаркет в окрузі Вестмінстер, Лондон.

## Історія
Театр був створений архітектором і драматургом Джоном Ванбру 1705 року, під назвою «Queen's Theatre» («Театр Королеви»). Перейменований на «Театр Його Величності» 1837 року.
Нинішня будівля театру була спроєктована Чарльзом Фіппсом та побудована 1897 року для актора-менеджера Герберта Бірбома Трі, що заснував Королівську академію драматичного мистецтва у театрі. Першими десятиліттями XX століття, Трі продюсував вражаючі постановки творів Вільяма Шекспіра та інші класичні п'єси.
З часів Першої світової війни завдяки своїй широкій сцені театр набув музичної спеціалізації.